# سان فلیچه چیرچئو
سان فلیچه چیرچئو (به ایتالیایی: San Felice Circeo) یک کومونه در ایتالیا است که در استان لاتینا واقع شده‌است.
 سان فلیچه چیرچئو ۳۲٫۶۳ کیلومتر مربع مساحت و ۱۰٬۰۱۸ نفر جمعیت دارد و ۹۸ متر بالاتر از سطح دریا واقع شده‌است.

## خواهرخوانده
شهر متمان خواهرخواندهٔ سان فلیچه چیرچئو هست.